# Maria Verschoor
Maria Verschoor (ur. 22 kwietnia 1994) – holenderska hokeistka na trawie. Srebrna medalistka olimpijska z Rio de Janeiro.
W reprezentacji Holandii debiutowała w 2013. Zawody w 2016 były jej pierwszymi igrzyskami olimpijskimi, Holandia po rzutach karnych przegrała w finale z Wielką Brytanią. Z kadrą brała udział m.in. w turniejach Champions Trophy i w mistrzostwach Europy (złoto w 2017, srebro w 2015). Łącznie w kadrze rozegrała 113 spotkań i zdobyła 15 gole.